# Jacob Amling

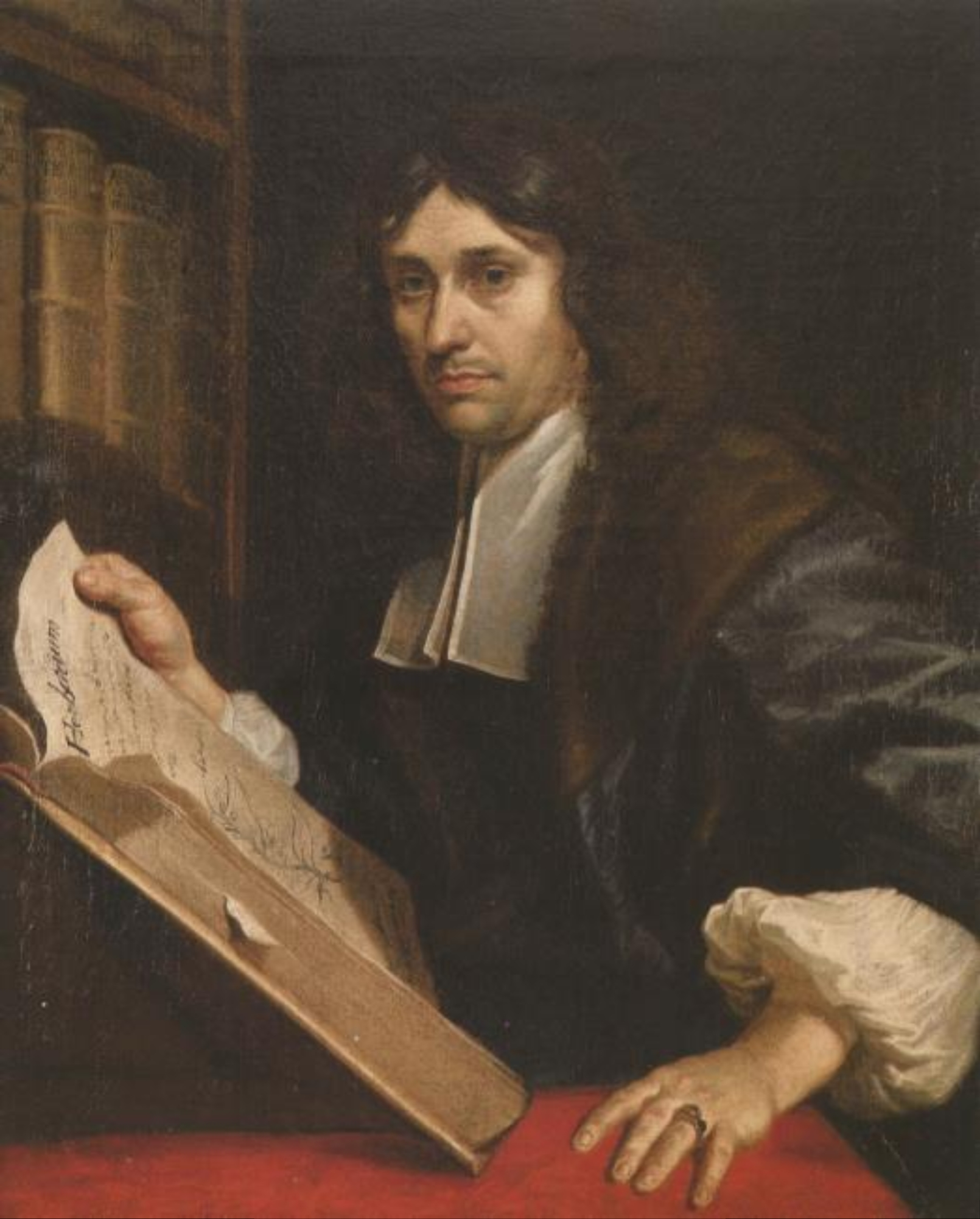
Würzburg, Mainfränkisches Museum, Oswald Onghers: Porträt Jacob Amling (um 1680)

Jacob Amling (* 25. Januar 1630 in Würzburg; † 17. Januar 1698 ebenda) war ein deutscher Mediziner, Hochschullehrer und Hofmathematiker der Würzburger Fürstbischöfe.

## Leben
Jacob Amling studierte an der Universität Würzburg ab 1646 Medizin, wurde 1662 promoviert und wirkte anschließend als Physicus in Kitzingen.
Am 12. März 1669 trat Amling als „Phil. et Med. Dr. et Professor ordin. pract. philomathematicus“ in den akademischen Senat der Universität Würzburg ein. Im Jahre 1675 wurde er Dekan seiner Fakultät. Jacob Amling wurde zum Hofmathematiker der Würzburger Fürstbischöfe ernannt und war zuletzt Senior der medizinischen Fakultät in Würzburg.
1685 promovierte er den Mediziner Damian Adolph Dercum.
Er gab 1664 bis zu seinem Tod 1698 den Historischen Schreibkalender heraus, ab 1674 den Bamberger Schreibkalender als Nachfolger von Andreas Goldmayer, ab 1667 den Allmanach des Bamberger Bistums und ab 1673 den Bamberger Stadt- und Ratskalender.